# 贝力克牧场
贝力克牧场，是中国内蒙古自治区锡林郭勒盟锡林浩特市下辖的一个乡镇级行政单位。

## 行政区划
贝力克牧场共辖以下地区：
虚拟定白音哈达分场村。